# Link Campus University

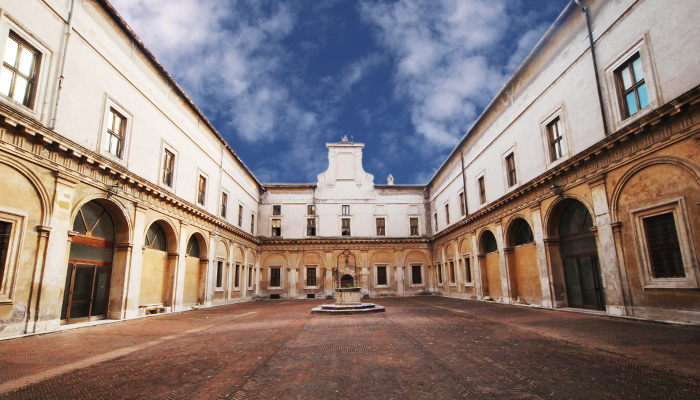
Link Campus University (2017)

Der Link Campus University (kurz: LCU; italienisch Università degli studi Link Campus University) ist eine italienische Privatuniversität in Rom.
Die Hochschule wurde 1999 als Niederlassung der Universität Malta unter der Firmierung Link Campus—University of Malta gegründet. Seit 2011 ist die Einrichtung auch Teil des italienischen Universitätssystems. Träger ist die Fondazione Link Campus University. Sitz ist in der historischen Casale di San Pio V.